# Мека
Мека ал-мукаррама или само Мека (на арабски: مكة المكرمة, Макка ал-мукаррама) е свещен мюсюлмански град в Саудитска Арабия. Населението му е 2 042 000 жители според данни от 2020 г. По този начин градът е на трето място по население в страната.
Стотици хиляди мюсюлмани отиват в Мека всяка година. Най-важният обект в града е храмът Кааба, смятан от мюсюлманите за първия храм на земята. Той се намира в двора на Масджид ал-Харам (Свещената джамия), наричана още Голямата джамия и в него е вграден Черният камък. Всеки мюсюлманин е длъжен поне веднъж в живота си, ако има физическата и финансова възможност, да посети свещената джамия на Аллах в Мека – това е ежегодният Хадж.
Ислямът има няколко свещени града – Мека, Медина и Йерусалим, но най-свято е родното място на Мохамед, мястото, от където идва Ислямът като религия. Пророкът се преселва (хиджра) от там и се премества в Медина през 622 година. Както и в Медина, в Мека могат да влизат само мюсюлмани. Градът е известен и с това, че мюсюлманите се кланят пред Аллах винаги в посока към Кааба в Мека. Поради големите маси поклонници, които посещават града всяка година, името му е станало нарицателно за място, към което се стремят и събират много хора.

## История

### Ранна история
Възможно е Птолемей да е споменал Мека под името Макораба през II век. Археолозите не са открили по-ранни надписи и споменавания относно Мека, въпреки че съседните градове и кралства са добре документирани.
Към V век Кааба е място за почитане на арабските езически божества. Най-важното божество в Мека било Хубал, което е издигнато по нареждане на Курейшите и остава в Кааба до VII век.
През V век Курейшите превземат Мека и стават изкусни търговци. През VI век те се включват в доходната търговия с подправки, след като войни на други места изместват пътя на подправките през Арабския полуостров. През 575 година Сасанидското царство се притича на помощ на Мека и спасява града от нападение на Царство Аксум, водено от своя християнски лидер Абраха. Арабските племена помолили персийския цар Хосров I Ануширван за помощ и той пристигнал в Мека с пехота и флота от кораби. Персийската намеса попречили на християнството да се разпространи в региона на Мека и Мохамед, който тогава бил на 6 години, и съгражданите му „не израснали под кръста“.
Към средата на VI век в северна Арабия съществуват три големи града – всичките по крайбрежието на Червено море в обитаемата зона между морето и пустинята. В тази област, известна като Хиджаз, са разположени и трите града, като и трите се формират около оазиси, където е налична вода. В центъра на Хиджаз се намира Ясриб, по-късно преименуван на Медина (от „Мадинатун Наби“ – „Града на Пророка“). На 250 км южно от Ясриб се намира планинският град Таиф, северозападно от който се намира Мека. Въпреки че земята около Мека е напълно безплодна, той е най-богатият от трите града благодарение на обилието от вода, бликащо от извора Замзам и разположението му на основните кервански маршрути.
Оскъдните ресурси водят до постоянни пререкания и войни между арабските племена, но веднъж в годината те обявяват примирие и се стичат в Мека на ежегодното поклонение. До VII век целта на пътуването е да се принесат жертви на божествата и да се пие вода от извора Замзам. Но освен това тогава се отсъждат споровете, изглаждат се различията и се търгува на Меканския панаир. Тези ежегодни събития дават на племената чувство за обща идентичност и поставят Мека във фокуса на Арабския полуостров.
Камилските кервани, които според традицията са измислени от прадядото на Мохамед, са основен фактор за развитата икономика на Мека. Подписани са мирни договори с местните номадски племена, които доставят стоки като кожа, жива стока и метали от местните планини, които меканците продават в Сирия и Ирак. Изворният материал показва, че през Мека е възможно да са преминавали стоки и от други континенти. Стоки от Африка и Далечния изток минавали оттук на път за Сирия, включително подправки, кожи, лекарства, дрехи и роби, а при препродаването им меканските търговци получавали пари, оръжия, зърно и вино, които на свой ред доставяли из останалата част на Арабия. Меканските първенци подписали мирни споразумения както с Византийската империя, така и с бедуините и се споразумели за безопасното преминава на керваните им и правото на паша и водопой. По този начин Мека става център на един вид конфедерация на арабските племена – факт, който отчасти се дължи на западането на другите регионални сили.

### Традиция
Според ислямската традиция, историята на Мека започва с Ибрахим, който построил Кааба с помощта на по-възрастния си син Исмаил около 2000 г. пр.н.е. Според историята, Исмаил и неговата майка Хаджар се заселили тук, когато Исмаил бил още кърмаче, а майка му по чудотворен начин открила извора Замзам, след което се образувал оазис. Покрай оазиса се заселили хора, а когато Исмаил отрасъл, Ибрахим и Исмаил възстановили храма Кааба, който бил построен тук още от самото съществуване на човечеството, но впоследствие западнал. Според ислямската традиция Мека е и мястото, на което се срещнали Адам и Хава, след като били прогонени от Рая.

## География
Мека се извисява на 277 метра надморска височина и отстои на около 80 km от Червено море. Централната част на града е разположена в планински коридор, който често се нарича котловината на Мека. Районът включва долините Ал Таним, Абкар и Баках. Географският център на Мека е районът около Масджид ал-Харам, който де факто включва по-голямата част от Стария град. Главните пътища в Мека преминават в близост до джамията както следва – Ал Муда'х и Сук ал-Лаял северно разположение и Ас-Сук Асагир с южно разположение. Попадайки под властта на саудитските араби градът се разраства във всички посоки, а голяма част от стария е разрушена, за да освободи място за нови пътища и постройки. Общата площ на метрополен регион Мека възлиза на около 1200km2.
Климатът е пустинен и се характеризира с високи температури през цялата година. Зимите са по-топли откъдето и да е другаде в страната, а температурите варират между 17 °C през нощта до 25 °C през деня. Летата са изключително горещи; дневните температури често надхвърлят 40 °C на сянка, а вечер падат до едва 30 °C. Дъждовете са редки и в повечето случаи слаби; повечето валежи падат в периода ноември – януари. Въпреки това в историята на Мека са документирани редица наводнения, като последното най-значително е от 1942. В наши дни градът се захранва с вода чрез сложна водоснабдителна система, която използва както локалните подпочвени води, така и намиращи се наблизо извори.

## Административно деление
Мека се управлява от едноименната община, чийто управленски орган е общински съвет, състоящ се от 14 съветници, избрани от местните жители и кмет (наричан амин на арабски), определен от централната власт. Настоящият кмет е Осама ал-Бар.
Мека е столица и на едноименната провинция, в която попада и Джеда. От 2000 до 2007 година губернатор е принц Абдул Маджид бин Абдул Азиз, но от 16 май 2007 година поста заема принц Халид ал-Фейсал.
Мека е разделена на десет района, като всеки един от тези райони се дели на квартали:
- Аджяд
- Ташария
- Маабда
- Азизия
- Мисфалах
- Утайбия
- Шокия
- Газб
- Умрах
- Бахра

## Климат
За разлика от другите саудитски градове, в Мека температурите остават сравнително високи и през нощта. Температурата може да варира от 17 °C през нощта до 25 °C след обед. Летните температури са много високи и надвишават 40 °C след обед и падат до 30 °C през вечерта. Обикновено дъжд в Мека пада между ноември и януари и то на малки количества.
| Климатични данни за Мека              | Климатични данни за Мека | Климатични данни за Мека | Климатични данни за Мека | Климатични данни за Мека | Климатични данни за Мека | Климатични данни за Мека | Климатични данни за Мека | Климатични данни за Мека | Климатични данни за Мека | Климатични данни за Мека | Климатични данни за Мека | Климатични данни за Мека | Климатични данни за Мека |
| Месеци                                | яну.                     | фев.                     | март                     | апр.                     | май                      | юни                      | юли                      | авг.                     | сеп.                     | окт.                     | ное.                     | дек.                     | Годишно                  |
| Абсолютни максимални температури (°C) | 37,0                     | 38,3                     | 42,0                     | 44,7                     | 49,4                     | 49,4                     | 49,8                     | 49,6                     | 49,4                     | 46,8                     | 40,8                     | 37,8                     | 49,8                     |
| Средни максимални температури (°C)    | 30,2                     | 31,4                     | 34,6                     | 38,5                     | 41,9                     | 43,7                     | 42,8                     | 42,7                     | 42,7                     | 39,9                     | 35,0                     | 31,8                     | 43,7                     |
| Средни температури (°C)               | 23,9                     | 24,5                     | 27,2                     | 30,8                     | 34,3                     | 35,7                     | 35,8                     | 35,6                     | 35,0                     | 32,1                     | 28,3                     | 25,5                     | 30,7                     |
| Средни минимални температури (°C)     | 18,6                     | 18,9                     | 21,0                     | 24,3                     | 27,5                     | 28,3                     | 29,0                     | 29,3                     | 28,8                     | 25,8                     | 22,9                     | 20,2                     | 18,9                     |
| Абсолютни минимални температури (°C)  | 11,0                     | 10,0                     | 13,0                     | 15,6                     | 20,3                     | 22,0                     | 23,4                     | 23,4                     | 22,0                     | 18,0                     | 16,4                     | 12,4                     | 10,0                     |
| Средни месечни валежи (mm)            | 20,6                     | 1,4                      | 6,2                      | 11,6                     | 0,6                      | 0,0                      | 1,5                      | 5,6                      | 5,3                      | 14,2                     | 21,7                     | 21,4                     | 110,1                    |
| Средно брой дни с валежи              | 4.1                      | 0.9                      | 2.0                      | 1.9                      | 0.7                      | 0.0                      | 0.2                      | 1.6                      | 2.3                      | 1.9                      | 3.9                      | 3.6                      | 23.1                     |
| ------------------------------------- | ------------------------ | ------------------------ | ------------------------ | ------------------------ | ------------------------ | ------------------------ | ------------------------ | ------------------------ | ------------------------ | ------------------------ | ------------------------ | ------------------------ | ------------------------ |
| Източник:                             |                          |                          |                          |                          |                          |                          |                          |                          |                          |                          |                          |                          |                          |

## Население
Мека е третият по население град в Саудитска Арабия като към 2007 то възлиза на почти 1,7 милиона души. Метрополният регион обхваща над 2,5 милиона души или около 10% от населението на страната. През 1965 в Мека са живеели 185 хиляди души, но след петролния бум довел до съществен икономически прогрес, броят на жителите расте постоянно. Мнозинството от живеещите в града са саудитски араби или араби от други държави. Въпреки това през последните години Мека се е превърнал в притегателен център за мюсюлмани от цял свят, като най-значителен брой имигранти пристигат от Източна Азия, Близкия изток и Магреба. Постоянното население на Мека, което не е от Саудитска Арабия възлиза на почти 25% от населението на града. По време на Хадж в Мека пристигат над 5 милиона поклонника, но дори извън традиционния месец за посещение в града пристигат над половин милион души.
Езикът използван в администрацията, медиите, образователната система и за религиозни нужди е стандартният арабски. Въпреки това в ежедневието масово се използва местната му форма, наричана хиджазиски арабски, която реално се владее от всички жители на Хиджазиския регион. Поради големият брой имигранти е напълно възможно да се чуят и други диалектни форми на арабския.
Според Саудитското законодателство не-мюсюлмани нямат право да влизат в града, което чисто технически прави населението на Мека и Медина 100% мюсюлманско. Преобладаващ е уахабитският ислям, но има и представители на всички верски течения в исляма, като най-много са шиитите.
Повечето семейства в Мека се състоят от пет души, а семействата с повече от 8 члена са не повече от 4% от всички домакинства. Мнозинството от семейни двойки в града имат не повече от 2 деца. Около 75% от всички семейства в Мека имат между двама и седем члена. Около 51% живеят под наем, а 46% притежават собствени домове. Средната квадратура на жилище 170 m², като 65% от целия жилищен фонд в града е квадратура между 100 m² и 200 m². По-малко от 15% живеят в жилища с площ надхвърляща 300 m². Около 76% от населението на Мека има пряк достъп до вода, а останалите 24% се захранват чрез кладенци или изкуствени водоеми.

## Икономика
Местната икономика е силно зависима от годишния приток на поклонници. Икономиката задвижвана от Хаджа, всъщност спомага не само за развитието на Мека, но и за икономическия прогрес в районите Хиджаз и Нажд. В исторически план най-ефикасният начин за вкарване на пари в хазната е било таксуването на поклонниците, но през 1972 то е окончателно отменено. В наши дни почти всички приходи са от дейности извършвани в сферата на услугите. В Мека съществуват ограничен брой заводи, които се занимават с производството на дрехи и текстил, мебелировка и посуда, но нито едно от тях не играе особена роля в националната икономика, която е почти изцяло базирана на износа на петрол. Повечето частни предприятия в града са пряко обвързани със сферата на услугите или с производството на стоки, които се пласират по времето на Хадж.
Икономическият подем през последните няколко десетилетия е почти изцяло променил облика на Мека, която се е превърнала в модерен град с множество хотели, небостъргачи и търговски центрове. Подобряването на транспорта позволява на всяка следваща година все повече поклонници да пристигат на Хадж, което води до по-високи приходи за града. Мека е сред четирите най-бързо увеличаващи се по население градове в Саудитска Арабия, поради което активно се развива строителството и се подобрява местната инфраструктура.
Мека директно се обслужва от Източно летище Мека, но то е прекалено малко, за да поеме огромния наплив от пристигащи и заминаващи поклонници. Поради тази причина почти всички международни полети се обслужват от Международно летище Крал Абдул Азиз в Джида, където се намира и най-близкото пристанище. В Мека няма надземен градски транспорт и единственият начин за придвижване в града е чрез автомобил (собствен, нает или такси). На 13 ноември 2010 в града е открита първата от общо пет метролинии, която се движи по традиционния маршрут на поклонниците. Останалите четири ще бъдат за удобство на жителите на Мека.

## Хадж
Поклонничеството в Мека привлича милиони мюсюлмани от цял свят. В Мека се извършват два вида поклонение – хадж и умра.
Хаджът, голямото поклонение, се извършва веднъж годишно в Мека и в околните места. По време на хадж няколко милиона души от различни етноси, националности и раси се молят в унисон. Всеки пълнолетен нормален мъж с финансови и физически възможности да пътува е длъжен веднъж в живота си да извърши поклонението хадж.
Умра е по-малкото поклонение, което може да бъде извършено по всяко време. То не е задължително, но в Корана се препоръчва и то да бъде извършвано.

## Култура
Меканската култура е силно повлияна от големия брой поклонници, които пристигат всяка година и поради това притежава богата култура. Местните говорят хиджазкия диалект на арабския език, но из града могат да бъдат чути езици от целия мюсюлмански свят.
В резултат на големия брой поклонници, които пристигат всяка година (а някои остават и за постоянно), Мека се е превърнал в най-разнообразния град в мюсюлманския свят. За разлика от централносаудитския регион Неджд, според Ню Йорк Таймс Мека се е превърнал в „поразителен оазис“ на свободната мисъл и диалога, а също така и на „невероятен либерализъм“ с меканците, виждайки себе си като „крепост срещу пълзящия екстремизъм в останалата част от мюсюлманския диалог“.
Първата преса е донесена в града от османския валия Осман Нури паша през 1885 година. След независимостта на Саудитска Арабия тя е използвана за печатане на официалния градски вестник ал-Кибла. След това саудитският режим започва да печата и държавния вестник Ум ал-Кура. Впоследствие в града са доставени още преси и са усвоени нови техники за печат от региона на Близкия изток. Освен това в града са достъпни и много други вестници, както и телевизии и радиостанции.
Преди модерния период най-честите спортни прояви в града са импровизирани състезания по борба и надбягвания. Футболът е най-популярният спорт в града, като в Мека е базиран най-старият футболен отбор в Саудитска Арабия – ал-Уахда ФК. Най-големият стадион в града е с капацитет 38 хиляди зрители.

## Забележителности
В Мека се намира Масджид ал-Харам (Свещената джамия) – най-голямата джамия в света. Джамията е построена около Кааба – древен храм, в чиято посока мюсюлманите от цял свят се обръщат по време на задължителните молитви. Поради особената почит на уахабитите към исторически и религиозни сгради, те не се поддържат и експлоатират, което оказва негативно влияние върху историческото и културно наследство на града – останали са едва няколко сгради от последните 1500 години.
Градът се разраства постоянно и към момента край Свещената джамия се строи 601-метровият небостъргач Абрадж Ал Байт, заедно с още седем сгради с височина от 240 до 485 метра. Но за да бъдат построени сградите е унищожена османската крепост Аджяд, което довежда до недоволството на Турция.
В Мека се намира и прословутият извор Замзам, а в планината Джабал ал-Нур край града се намира пещерата Хира, в която според ислямската традиция, Мохамед е получил първото си небесно откровение.

## Образование
Образованието в Мека започва да се развива още по време на Османската империя и продължава своето развитие и след създаването на Саудитска Арабия. Първият сериозен опит за повишаване нивото на образование е направен през 1911 – 1912 година, когато един търговец на име Мухаммад Али Зайнал Рида основава медресе на стойност 400 000 британски лири.
В модерни времена образователната система в Мека се състои от много училища за момчета и момичета. Към 2005 година в града има 532 частни и държавни училища за момчета и 681 частни и държавни училища за момичета. Езикът на преподаване е арабски, но сериозно се набляга на английския като втори език, въпреки че в някои частни училища се използва единствено английският. В частните училища освен това е позволено смесване на момчетата и момичетата. В града съществува само един университет – Умм ал-Кура, който започва като колеж през 1949 година и става университет през 1979 година.

## Археология
През 2010 година Мека се превръща във важно място за палеонтологията с откриването на фосил на примат, обитавал региона на Червено море преди 28 – 29 милиона години.

## Комуникации
Още крал Абдул Азиз ал-Сауд набляга на телекомуникациите. По време на крал Али бин Хусейн в града има 20 телефонни линии, а през 1936 година те вече са 450, което по това време е повече от половината телефонни линии в цялата държава. По това време телефонните линии са свързани до Джеда и до Таиф, но не и до столицата Риад. Към 1985 година Мека, заедно с другите саудитски градове, е оборудван с най-модерната телекомуникационна апаратура за времето си.
В региона на Мека са установени радиокомуникации скоро след основаването на Саудитска Арабия. През 1929 година са монтирани безжични станции в градовете от региона, създавайки радиомрежа, която заработва през 1932 година. Скоро след Втората световна война мрежата е модернизирана и разширена. Оттогава радиомрежата се използва за организиране и насочване на хаджиите. Мрежата се използва за тази цел за първи път през 1950 година по време на Деня на Арафат и употребата ѝ се увеличава до 1957 година, когато Радио Мека става най-мощната станция в Близкия изток с мощност на предавателя от 50 kW. По-късно мощността е увеличена на 450 kW. Първоначално по радиото не се излъчва музика, но постепенно тази практика навлиза в станциите.

## Транспорт
Основната транспортна инфраструктура в града е предвидена за поклонниците. Край града има само едно малко летище, което не се използва от авиолиниите. Мнозинството хаджии пристигат в града от летището и пристанището в Джеда и Риад. В града няма установен градски транспорт и единственият възможен начин за придвижване е с частен автомобил или с такси. На 13 ноември 2010 година в града е пуснато метро с дължина 18,1 км и 15 спирки, като се предвижда метрото да бъде разширено до пет линии и да свързва града с Джеда и с планираната влакова високоскоростна линия до Медина.

## Известни личности
Родени в Мека
- Али ибн Абу Талиб (599 – 661), четвъртият праведен халиф и имам за шиитите
- Аиша (613 – 678), съпруга на Мохамед
- Абдуллах ибн Амир (622 – 678), военачалник
- Мохамед (570 – 632), основоположник на исляма
- Омар (586 – 644), вторият праведен халиф
- Билял ибн Рабах (580 – 640), религиозен деец
- Талал I (1906 – ?), крал на Йордания
- Фатима (605 – 632), дъщеря на Мохамед

## Допълнително четиво
- Rosenthal, Franz; Ibn Khaldun. The Muqaddimah: An Introduction to History.   Princeton University Press, 1967. ISBN 0-691-09797-6.
- Crone, Patricia. Meccan Trade and the Rise of Islam.   Princeton University Press, 1987.
- Burton, Richard Francis. Personal Narrative of a Pilgrimage to Al-Madinah & Meccah – Volume 1. Memorial. Т. 1.   Tylston and Edwards, 1855. Посетен на 22 октомври 2008.
- Burton, Richard Francis. Personal Narrative of a Pilgrimage to Al-Madinah & Meccah – Volume 2. Memorial. Т. 2.   Tylston and Edwards, 1855. Посетен на 22 октомври 2008.